# 울산자유무역지역관리원
울산자유무역지역관리원(蔚山自由貿易地域管理院)은 자유무역지역의 관리·운영 및 수출산업 지원 사무를 관장하는 대한민국 산업통상자원부의 소속기관이다. 2012년 8월 1일 발족하였으며, 울산광역시 울주군 청량읍 처용산업3길 162에 위치하고 있다. 원장은 서기관 또는 기술서기관으로 보한다.

## 설치 근거 및 직무

### 설치 근거
- 「자유무역지역의 지정 및 운영에 관한 법률」 제51조제1항[1]

### 직무
- 울산자유무역지역의 관리·운영 등에 관한 사항
- 수출산업 지원에 관한 사항

## 연혁
- 2008년 12월 8일: 울산자유무역지역 지정고시.
- 2012년 6월 7일: 울산자유무역지역 변경 지정고시.
- 2012년 8월 1일: 지식경제부 소속 울산자유무역지역관리원 설치.[2]
- 2013년 3월 23일: 산업통상자원부 소속으로 변경.

## 조직

### 원장
- 관리과[3]
- 수출산업과[4]